# 五味一明
五味 一明（ごみ かずあき, 1911年 - 1990年1月29日 ）は長野県諏訪市在住だった日本のアマチュア天文家。諏訪天文同好会創設時メンバー。

## 人物
1936年6月18日に北海道で新星とかげ座CP星を肉眼で発見した。日本人による新星の発見は海外発見者に続く独立発見はそれ以前にもあったが、第一発見はこれが初の例となった。五味は翌日の皆既日食観測のために北海道を訪れており、発見時は村民に星座の案内をしている最中だったがすぐに当時の東京天文台に発見の電報を入れた。最大2等級まで明るくなったこの新星は五味新星と呼ばれた。
この功績を含めて同年相次いだ新天体発見を称えるため日本天文学会は現在の天体発見賞を創設し、最初の受賞者の1人となった。
その後も流星や変光星観測を長きにわたって行っている。
本業は床屋だった。
小惑星(7035) Gomiは五味の名前にちなんで命名された。